# Robert Auer (Fußballspieler)
Robert Auer (* 30. Oktober 1957 in Hall in Tirol; † 27. September 2013 in Volders) war ein österreichischer Fußballspieler und -trainer.

## Karriere

### Als Spieler
Auer begann seine Karriere beim SV Volders unter Trainer Peter Koncilia. 1975 kam er zum FC Wacker Innsbruck, dessen Kader wurde 1986 vom neu gegründeten FC Swarovski Tirol übernommen, so auch Auer. In der Saison 1986/87 sorgte die Swarovski-Truppe unter Trainer Felix Latzke für erste Furore im UEFA-Pokal und scheiterte nach Siegen gegen mehrere europäische Spitzenklubs erst im Semifinale beim späteren Sieger IFK Göteborg. Der Weg ins Halbfinale führte über ZSKA Sofia mit 3:2 (3:0, 0:2), Standard Lüttich mit 4:4 (2:1, 2:3) dank der Auswärtstorregel, Spartak Moskau mit 2:1 (0:1, 2:0), Torino Calcio mit 2:1 (0:0, 2:1) und endete schließlich mit 1:5 (1:4, 0:1) gegen Göteborg. Jahrelang war Auer der Kapitän der Mannschaft. Weitere Stationen als Spieler waren SV Austria Salzburg, FC Kufstein. Auer kehrte 1990 ins Tivoli zurück.

### Als Trainer und Funktionär
Seine Trainerkarriere startete Auer 1993 beim FC Wacker Innsbruck Amateure. In den Jahren 1995 und 1996 trainierte er den SV Volders, bevor er seine Arbeit bei den FC Wacker Innsbruck Amateuren in der Saison 1996/97 fortführte. 1997 wechselte er zum SV Absam. Anschließend trainierte er von 2002 bis 2004 die WSG Wattens. Im Jahr 2006 übernahm er die sportliche Leitung der Wattener, die er bis zu seinem unerwarteten Tod durch Herzstillstand bis September 2013 bekleidete.

## Privates
Sein älterer Bruder Wolfgang (* 1955) war ebenfalls Fußballspieler. Er schaffte Ende der 1970er Jahre den Sprung in den Profifußball, war jedoch überwiegend im Amateurbereich aktiv.